# Wojciech Gryniewicz
Wojciech Gryniewicz (né le 5 avril 1946 à Bydgoszcz) est un sculpteur polonais.
Il est diplômé de l'Académie des Beaux-Arts de Gdańsk où il a été l'élève de Adam Smolana, Alfred Wiśniewski.

## Expositions permanentes en plein air
- Varsovie, Ławeczka Jana Nowaka Jeziorańskiego[2]
- Łódź, Ławeczka Tuwima[3], devant l'hôtel de ville
- Łódź, Kochankowie z ulicy Kamiennej
- Łódź, Pomnik Ofiar Komunizmu[4]
- Varsovie, Pomnik Ławki Szkolnej[5]
- Płock, Pomnik Wacława Milke

## Galerie
Expositions permanentes :

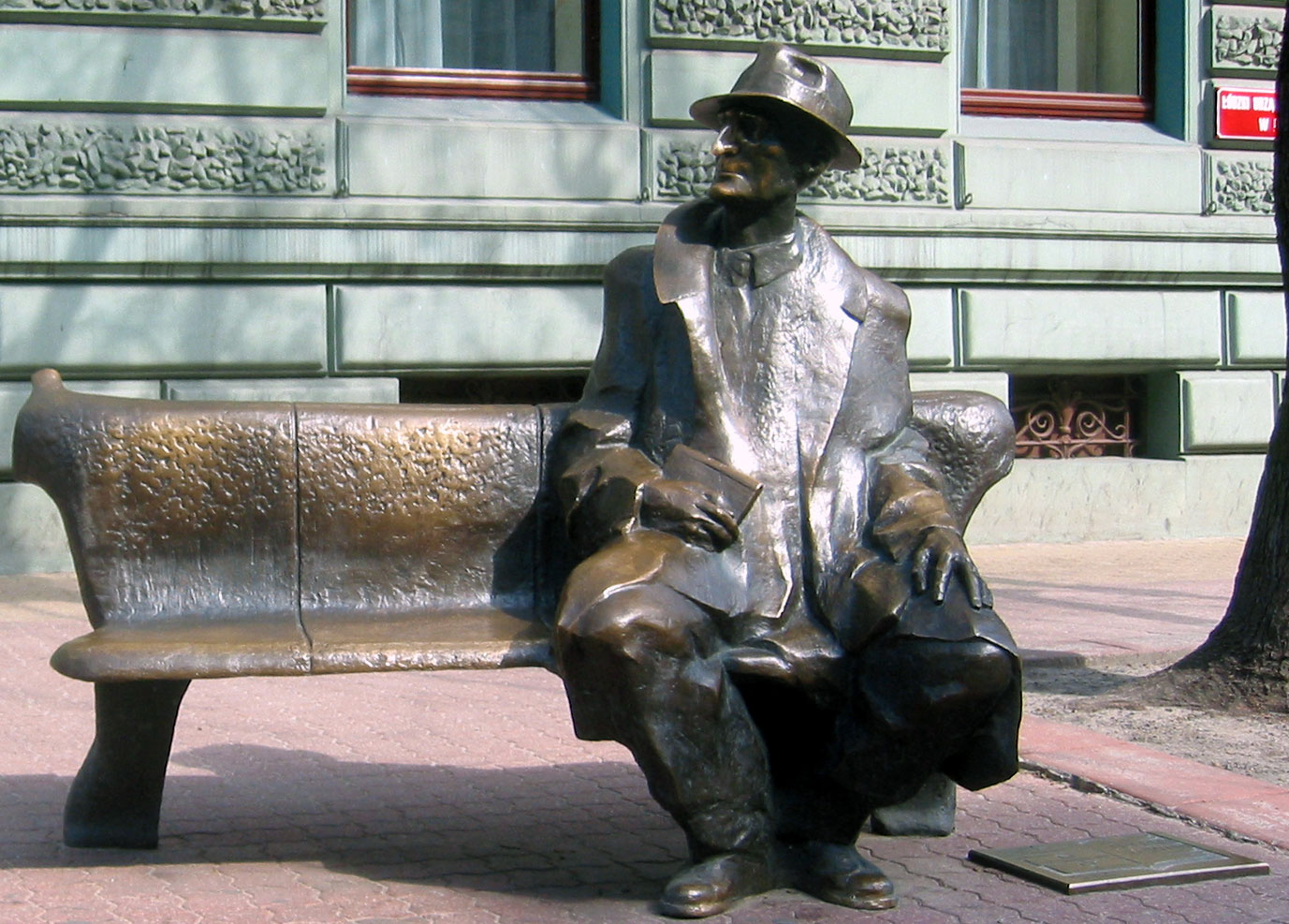
Ławeczka Tuwima, bronze, 1999, Łódź.
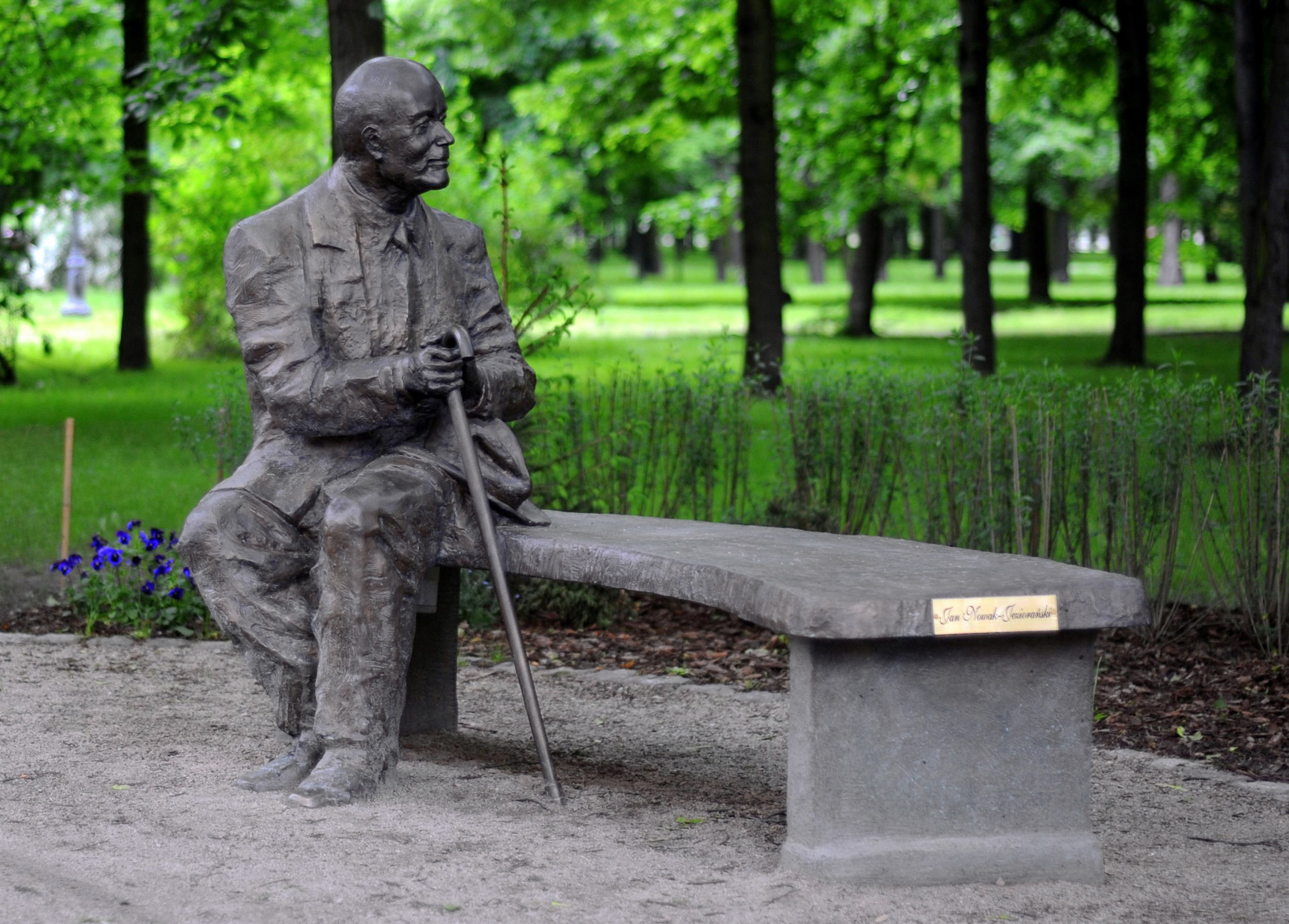
Ławeczka Jana Nowaka Jeziorańskiego, bronze, 2006, Varsovie.
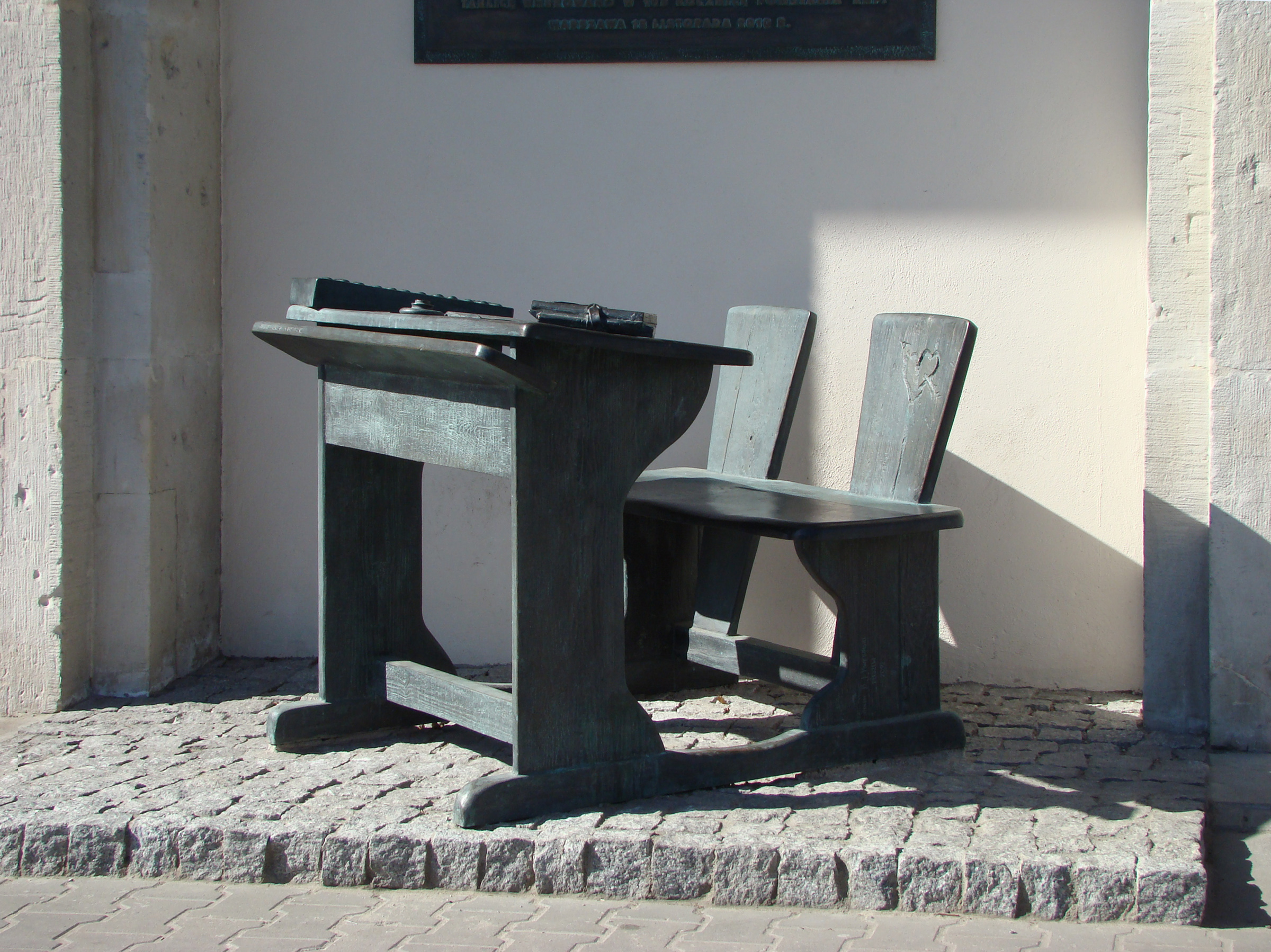
Pomnik Ławki Szkolnej, bronze, 2010, Varsovie.